# گوژپشت نتردام (فیلم ۱۹۹۶)
گوژپشت نتردام (انگلیسی: The Hunchback of Notre Dame) انیمیشنی زوج هنری در سبک موزیکال و کمدی-درام به کارگردانی کرک ویس است که در سال ۱۹۹۶ منتشر شد. این فیلم توسط والت دیزنی فیچر انیمیشن ساخته و توسط والت دیزنی پیکچرز توزیع شد. این انیمیشن که بر اساس رمانی به همین نام از ویکتور هوگو ساخته شده‌است سی و چهارمین انیمیشن بلند در سری انیمیشن‌های کلاسیک والت دیزنی می‌باشد.

## خلاصه داستان
پاریس. «کازیمودو»، ناقوس زن بدشکل و بی قوارهٔ کلیسا نتردام، دل باختهٔ دختری کولی به نام «اسمرالدا» می‌شود و جان او را نجات می‌دهد…

## بازیگران
- تام هولس
- دمی مور
- آنتونی جی
- کوین کلاین
- جیسن الکساندر
- چارلز کیمبرو
- ماری ویکس
- دیوید اوگدن استایرس

## جوایز
این فیلم کاندیدای اسکار بهترین موسیقی غیر اقتباسی در سال ۱۹۹۷ شد.